# آقچه‌کهل

آقچه‌کهل یکی از روستاهای استان آذربایجان شرقی است که در دهستان گنبرف بخش مرکزی شهرستان اسکو واقع شده‌است.این روستا ۲۱۵ نفر جمعیت دارد.